# Dago Funes
Dago Funes, född Dagoberto Zaldivar Funes 25 september 1983, är en svensk fotbollsspelare av honduranskt ursprung som spelar för Hargs BK. 

## Karriär
Funes föddes i San Pedro Sula, Honduras och flyttade till Sverige och Nyköping som sjuåring. Han började spela fotboll i Hargs BK och därefter i IFK Nyköping. År 2000 gick han till Nyköpings BIS, där det under säsongen 2003 blev 18 mål.
2004 gick Funes till IFK Norrköping. Han gjorde sju mål för klubben i Superettan 2005. Funes spelade därefter 13 säsonger i Nyköpings BIS och gjorde över 200 seriematcher. Han var även lagkapten i klubben. Efter säsongen 2017 lämnade Funes Nyköpings BIS.
I februari 2018 värvades Funes av division 4-klubben Hargs BK. Han gjorde sex mål på 20 matcher under säsongen 2018 då Hargs BK blev uppflyttade. Följande säsong spelade Funes 12 matcher och gjorde två mål i  Division 3. Säsongen 2020 spelade han 10 matcher och gjorde tre mål i Division 4. Följande säsong spelade Funes 17 matcher.